# Ioan Hora
Adrian Ioan Hora (Oradea, 21 agosto 1988) è un calciatore rumeno, attaccante del Bihor Oradea.

## Carriera

### Club
Durante la sua carriera ha giocato con vari club, tra cui il Cluj, nel quale milita dal 2010.

## Palmarès

### Club
- Supercoppa di Romania: 1

CFR Cluj: 2010
- Campionato rumeno: 1

CFR Cluj: 2011-2012
- Coppa di Turchia: 1

Konyaspor: 2016-2017
- Supercoppa di Turchia: 1

Konyaspor: 2017

### Individuale
- Capocannoniere della Liga I: 1

2015-2016 (19 gol)